# Vicenç Altaió i Morral
Vicenç Altaió i Morral   (Santa Perpètua de Mogoda, 1954) és un poeta, assagista, traductor de teatre, crític d'art, articulista d'opinió i agitador cultural. Va ser director del centre KRTU i de l'Arts Santa Mònica. Ha estat comissari de nombroses exposicions de tema artístic, literari i científic, així com de l'Any Miró, de l'Any Pla i de l'Any Dalí. Entre les seves publicacions destaca, a més de la poesia, recollida a Massa fosca (Poesia 1978-2004) (Moll, 2004) i continuada a Santa Follia de Ser Càntic (Eliseu Climent, 2005), la sèrie Tràfic d'idees (Mall, 1986), una autobiografia intel·lectual i transversal ocupada per escrits sobre artistes i la renovació en art com a moral, dins la qual han aparegut recentment Desglossari d'un avantguardista (Destino, 2000), Els germans (Destino, 2002), El cervell i les venes (March, 2005), La consola de Cadaqués (Eumo, 2007) i Un sereno en el cementiri de l'art (Ass. Joan Ponç, 2011). També ha estat impulsor de diversos projectes multidisciplinaris, entre els quals destaquen les revistes Tarotdequinze, Èczema, Àrtics i Cave Canis. Fidel a la seva trajectòria multidisciplinària, ha interpretat el paper de Giacomo Casanova en el film d'Albert Serra i Juanola Història de la meva mort.
Publicà els primers poemes a la revista de poesia Tarotdequinze. A Sabadell, va editar la revista Èczema entre 1978 i 1984.
Va ser comissari de l'Espai 10 de la Fundació Joan Miró en les temporades 1982-83, amb Glòria Picazo i Rosa Queralt, i 1985-86 i 1986-87, amb Glòria Picazo. També ha estat comissari de l'Any Miró 1993, coordinador general de l'Any Pla 1997 i assessor cultural de diverses institucions, entre les quals Fonds Regional d'Art Contemporain Languedoc-Roussillon i FRAC Midi-Pyrénees. Ha fet cursos a l'Escola Eina, ha muntat performances a Metrònom i ha organitzat exposicions per a la Fundació Miró i la Fundació La Caixa de Pensions. Membre de l'AELC, ha col·laborat a l'Avui i a El Mundo. Va ser director del centre KRTU i d'Arts Santa Mònica, on substituí Ferran Barenblit després de la seva dimissió el 2008. Participà en la pel·lícula Història de la meva mort d'Albert Serra i Juanola interpretant Giacomo Casanova. Vicenç Altaió és patró de la Fundació Joan Brossa. És familiar del famós anarquista català Mateu Morral i Roca.

## Publicacions
Narrativa
- Groc, el ventríloc o La indignació de la veu (Albert Ferrer Editor, 1984)
- Tràfic d'idees (Edicions del Mall, 1986)
- Porta d'aigua. Deu visions del port de Barcelona, amb Pere Calders (Museu Marítim, 1989)
- La desconeguda, (Edicions 3i4, 1997)
- La dificultat (Destino, 1999)
- Desglossari d'un avantguardista (Destino, 2000)
- Els germans: retrats d'artistes (Destino, 2002)

Poesia
- La poesia, és a dir la follia (amb Jaume Creus i del Castillo) (Pòrtic, 1975)
- Sempre som afany (Llibres del Mall, 1979)
- Correspondències com conspiracions (Tafal, 1980)
- Bola nocturna. Poema aerostàtic, amb Perejaume (Èczema, 1980)
- Doblec d'ona, amb Fina Miralles (Èczema, 1981)
- Biathànatos o L'elogi del suïcidi (Edicions del Mall, 1982)
- La dona és Mallarmé, amb Josep Uclés (Èczema, 1982)
- Père-Lachaise, amb Antoine Laval (Èczema, 1982)
- La llengua suspesa, amb Miquel Rasero (Antoni Agra, 1986)
- Barcelona Divina, amb Pep Duran i Esteva (Barcelona-Divina, 1986)
- Àfrica, amb Josep Uclés i Carles Hac Mor, (Taller Barberà, 1989)
- Amor latent: ella era ell, amb Carlos Pazos (Cafè Central, 1990)
- La descoberta, 1991
- L'art pot morir'. Homenatge a Joan Miró', amb Joan Brossa, Josep Guinovart, Perejaume, Albert Ràfols-Casamada i Zush (Murtra, 1993)
- Europa, amb Alfredo Jaar (Institut für Ausalansbezienhungen, 1994)
- Aqua et tempus (Museu d'Art Modern de Tarragona, 1997)
- Ignis et tempus (Galeria CC, 1997)
- Incendis, amb Frederic Amat (Murtra, 1999)
- Uroxos. Pensadors i somiadors, amb Zush (Polígrafa, 1999)
- Massa fosca (poesia 1978-2004) (Editorial Moll, 2004)
- Santa follia de ser càntic, Premi Vicent Andrés Estellés de poesia, (Edicions 3i4, 2005)
- Déu, ciència i llibertat, amb Joan Fontcuberta (Tinta Invisible edicions, 2006)
- Radicals lliures (Edicions 3i4, 2017)
- Biothanatos (Huerga&Fierro, 2020)
- El jo-ulls (Llibres del segle, 2022)

Assaig
- Les darreres tendències de la poesia catalana (1968-1979) (amb Josep Maria Sala i Valldaura), (Laia, 1980)
- L'escriptura sense llançadora (Parsifal, 1997)
- Anolecrab, pell i ulls (Lunwerg, 2003)
- Les hores de l'or - Die Goldene Stund (Galerie am Spalenberg, 2003)
- El cervell i les venes (March editor, 2005)
- La consola de Cadaqués o somni d'un fill putatiu (Eumo, 2007)
- Un sereno al cementiri de l'art (Edicions Poncianes, 2011)[7]
- La revolta poètica 1964-1982, amb Julià Guillamon (Galàxia Gutenberg, 2012)
- Un traficant d'idees a les fronteres de l'art (Comanegra, 2013)[8]
- Mateu Morral Roca. L'extremista del silenci. El mut (Tinta Invisible, 2014)
- Jordi Benito. Idees com a imatges (Comanegra, 2015)
- Miró i els poetes catalans (Enciclopèdia Catalana, 2016)
- Barcelona, la ciutat dibuixada, amb Gerard Rosés (Ajuntament de Barcelona, 2017)
- Mig segle de poesia catalana, antologia coordinada amb Josep Maria Sala Valldaura (Proa, 2018)
- _per_cromwell, amb fotografies de Per Cromwell (Puigfaura edicions, 2018)
- Els ulls fèrtils (Pagès editors, 2019)
- Tardes de diumenge (Comanegra, 2022)
- El ràdar americà (Galàxia Gutenberg, 2024)
- Enllaços d'avantguarda (Lleonard Muntaner, 2024)
- El somni de la subversió (Galàxia Gutenberg, 2025)
- Biblioteca de pedra seca (pel·lícula dirigida per Joan Vall Karsunkel, 2025)